# Gerygone insularis
Gerígono-de-lord-howe ou gerígono-da-lord-howe (Gerygone insularis) foi uma espécie de ave da família Pardalotidae.
Foi endémica da ilha de Lord Howe a cerca de 600 km da Austrália no mar da Tasmânia.